# ペドロ・ビガス
ペドロ・ビガス（1990年5月15日- ）はスペインのサッカー選手。ラ・リーガ・エルチェCF所属。ポジションはDF。

## 経歴
2011年6月20日、RCDマヨルカに加入した。
2015年7月13日、プリメーラ・ディビシオンのUDラス・パルマスと2年契約を結んだ。2018年7月31日、ラス・パルマスの降格に伴いSDエイバルに期限付き移籍し、シーズン終了後に完全移籍した。
2021年7月7日、エルチェCFと2年契約を結んだ。